# 에스텔 (음악가)
에스텔(Estelle, 1980년 1월 18일 ~ )은 잉글랜드의 싱어송라이터이다.